# Клаудија Бени
Клаудија Бени (Опатија, 30. мај 1986) је хрватска поп певачица.

## Биографија
У време када је први пут учествовала на Дори, националном финалу за Песму Евровизије, Клаудија је имала само 16 година, али је већ била искусна певачица бенда која је наступала широм Хрватске, Босне и Херцеговине, Словеније и Црне Горе са групом Teens - раније познатим као Мићи рокери.
Након што је добила награду Порин 2002, Клаудија се одвојила од Teens-а. Њен први соло албум од 12 песама „Claudia” објављен је непосредно пре лета 2002. Синглови “Тако храбар да ме оставиш” (једна од песама за најбољи нови албум награђен на Сплитском фестивалу 2001), “Или она или ја” (Загребфест 2001), и „Лед” (ХРФ 2002) дали су Клаудији даљу запаженост у националној музичкој индустрији.
Клаудија је 2003. представљала Хрватску на Песми Евровизије 2003. певајући „Више нисам твоја“.
Клаудија је сарађивала и са још једном припадницом хрватске естраде, Иваном Банфић, певајући песму „Хрватице вас воле“, посвећену фудбалској репрезентацији током Светског првенства у Јапану које није имало успеха.

## Дискографија
1. "Claudia", 2002
2. „Чиста као суза“, 2004